# Halterofília als Jocs Olímpics
L'halterofília és un esport que forma part del programa oficial dels Jocs Olímpics des dels Jocs Olímpics d'Estiu de 1896 celebrats a la ciutat d'Atenes (Grècia). Absent en els Jocs Olímpics d'Estiu de 1900 realitzats a París (França), tornà a la competició en els Jocs Olímpics d'Estiu de 1904 celebrats a Saint Louis (Estats Units). Posteriorment estigué absent en les edicions de 1908 a Londres i 1912 a Estocolm, retornant definitivament en els Jocs Olímpics d'Estiu de 1920 realitzats a Anvers (Bèlgica). La competició femenina no fou introduïda fins als Jocs Olímpics d'Estiu del 2000 a Sydney (Austràlia).
Els grans dominadors d'aquesta disciplina són l'extinta Unió Soviètica, la Xina i els Estats Units.

## Proves

### Masculines
1896
- Aixecament amb un braç
- Aixecament amb dos braços

1904
- Aixecament amb un braç
- Aixecament amb dos braços

| 1920-1936                     | 1948                          | 1952-1968                     | 1972-1976                     | 1980-1992                        | 1996                    | 2000-2016               | 2020                    |
| ----------------------------- | ----------------------------- | ----------------------------- | ----------------------------- | -------------------------------- | ----------------------- | ----------------------- | ----------------------- |
| Pes pesant +82.5 kg           | Pes pesant +82.5 kg           | Pes pesant +90 kg             | Pes superpesant +110 kg       | Pes superpesant +110 kg          | Pes superpesant +108 kg | Pes superpesant +105 kg | Pes superpesanT +109 kg |
| Pes pesant +82.5 kg           | Pes pesant +82.5 kg           | Pes pesant +90 kg             | Pes pesant 90-110 kg          | Pes pesant 100-110 kg            | Pes superpesant +108 kg | Pes superpesant +105 kg | Pes superpesanT +109 kg |
| Pes pesant +82.5 kg           | Pes pesant +82.5 kg           | Pes pesant +90 kg             | Pes pesant 90-110 kg          | Pes pesant 100-110 kg            | Pes pesant 99-108 kg    | Pes superpesant +105 kg | Pes pesant 96–109 kg    |
| Pes pesant +82.5 kg           | Pes pesant +82.5 kg           | Pes pesant +90 kg             | Pes pesant 90-110 kg          | Pes pesant 100-110 kg            | Pes pesant 99-108 kg    | Pes pesant 94-105 kg    | Pes pesant 96–109 kg    |
| Pes pesant +82.5 kg           | Pes pesant +82.5 kg           | Pes pesant +90 kg             | Pes pesant 90-110 kg          | Pes tres-quarts pesant 90-100 kg | Pes pesant 99-108 kg    |                         | Pes pesant 96–109 kg    |
| Pes pesant +82.5 kg           | Pes pesant +82.5 kg           | Pes pesant +90 kg             | Pes pesant 90-110 kg          | Pes tres-quarts pesant 91-99 kg  |                         |                         | Pes pesant 96–109 kg    |
| Pes pesant +82.5 kg           | Pes pesant +82.5 kg           | Pes pesant +90 kg             | Pes pesant 90-110 kg          | Pes semipesant 85-94 kg          | Pes semipesant 81–96 kg |                         |                         |
| Pes pesant +82.5 kg           | Pes pesant +82.5 kg           | Pes pesant +90 kg             | Pes pesant 90-110 kg          | Pes semipesant 85-94 kg          | Pes semipesant 81–96 kg | Pes semipesant 83-91 kg |                         |
| Pes pesant +82.5 kg           | Pes pesant +82.5 kg           | Pes semipesant 82.5-90 kg     |                               | Pes semipesant 85-94 kg          | Pes semipesant 81–96 kg |                         |                         |
| Pes pesant +82.5 kg           | Pes pesant +82.5 kg           | Pes pesant lleuger 77-85 kg   |                               |                                  | Pes semipesant 81–96 kg |                         |                         |
| Pes pesant +82.5 kg           | Pes pesant +82.5 kg           | Pes pesant lleuger 76-83 kg   |                               |                                  | Pes semipesant 81–96 kg |                         |                         |
| Pes lleuger-pesant 75-82.5 kg | Pes lleuger-pesant 75-82.5 kg | Pes lleuger-pesant 75-82.5 kg | Pes lleuger-pesant 75-82.5 kg | Pes lleuger-pesant 75-82.5 kg    | Pes mitjà 73–81 kg      |                         |                         |
| Pes lleuger-pesant 75-82.5 kg | Pes lleuger-pesant 75-82.5 kg | Pes lleuger-pesant 75-82.5 kg | Pes lleuger-pesant 75-82.5 kg | Pes lleuger-pesant 75-82.5 kg    | Pes mitjà 73–81 kg      | Pes mitjà 69-77 kg      |                         |
| Pes lleuger-pesant 75-82.5 kg | Pes lleuger-pesant 75-82.5 kg | Pes lleuger-pesant 75-82.5 kg | Pes lleuger-pesant 75-82.5 kg | Pes lleuger-pesant 75-82.5 kg    | Pes mitjà 73–81 kg      | Pes mitjà 70-76 kg      |                         |
| Pes mitjà 67.5-75 kg          |                               |                               |                               |                                  | Pes mitjà 73–81 kg      |                         |                         |
| Pes lleuger 64-70 kg          | Pes lleuger 67–73 kg          |                               |                               |                                  |                         |                         |                         |
| Pes lleuger 64-70 kg          | Pes lleuger 67–73 kg          | Pes lleuger 62-69 kg          |                               |                                  |                         |                         |                         |
| Pes lleuger 64-70 kg          | Pes lleuger 67–73 kg          | Pes lleuger 60-67.5 kg        |                               |                                  |                         |                         |                         |
| Pes ploma 59-64 kg            | Pes ploma 61–67 kg            |                               |                               |                                  |                         |                         |                         |
| Pes ploma 59-64 kg            | Pes ploma 61–67 kg            | Pes ploma 56-62 kg            |                               |                                  |                         |                         |                         |
| Pes ploma 59-64 kg            | Pes ploma 61–67 kg            | Pes ploma -60 kg              | Pes ploma 56-60 kg            | Pes ploma 56-60 kg               | Pes ploma 56-60 kg      | Pes ploma 56-60 kg      |                         |
| Pes gall 54-59 kg             | Pes gall −61 kg               | Pes ploma -60 kg              | Pes ploma 56-60 kg            | Pes ploma 56-60 kg               | Pes ploma 56-60 kg      | Pes ploma 56-60 kg      |                         |
| Pes gall 54-59 kg             | Pes gall −61 kg               | Pes ploma -60 kg              | Pes gall -56 kg               | Pes gall -56 kg                  | Pes gall 52-56 kg       | Pes gall 52-56 kg       | Pes gall -56kg          |
| Pes mosca -54 kg              | Pes gall −61 kg               | Pes ploma -60 kg              | Pes gall -56 kg               | Pes gall -56 kg                  | Pes gall 52-56 kg       | Pes gall 52-56 kg       | Pes gall -56kg          |
| Pes mosca -52 kg              | Pes gall −61 kg               | Pes ploma -60 kg              | Pes gall -56 kg               | Pes gall -56 kg                  |                         |                         | Pes gall -56kg          |
| 5                             | 6                             | 7                             | 9                             | 10                               | 10                      | 8                       | 7                       |

### Femenines
L'halterofília femenina debutà a Sydney, als Jocs Olímpics d'Estiu de 2000. Fins a l'actualitat, hi ha hagut les següents modalitats:
- 48 kg
- 53 kg
- 58 kg
- 63 kg
- 69 kg
- 75 kg
- +75 kg

## Medaller

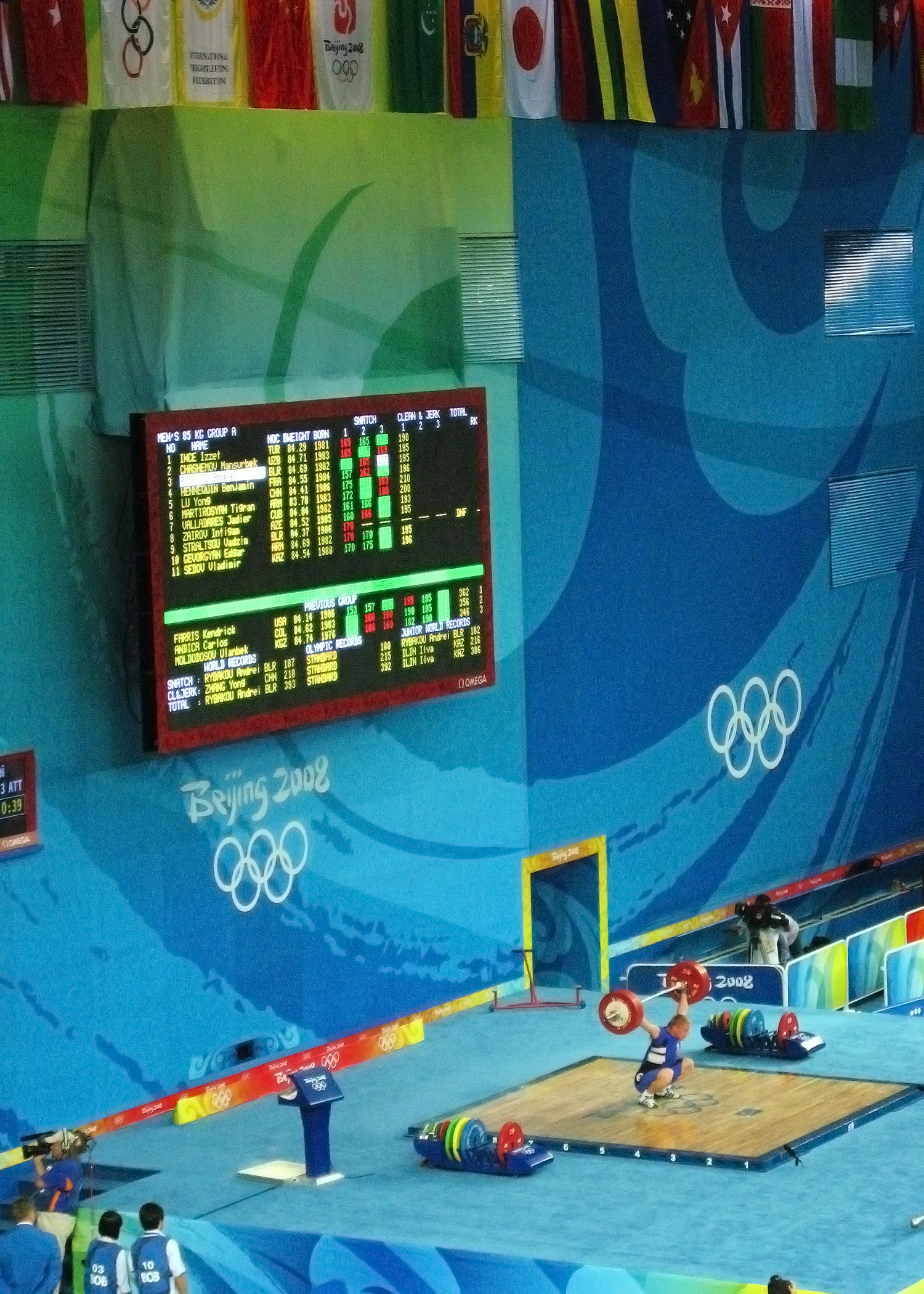
Competició de 2008.

en cursiva: CONs desapareguts.
Actualització: Jocs Olímpics Tòquio 2020.
| Posició | País              | Or  | Plata | Bronze | Total |
| 1       | Unió Soviètica    | 39  | 21    | 2      | 62    |
| 2       | R.P. de la Xina   | 38  | 16    | 8      | 62    |
| 3       | Estats Units      | 16  | 17    | 13     | 46    |
| 4       | Bulgària          | 12  | 17    | 8      | 37    |
| 5       | Iran              | 9   | 6     | 5      | 20    |
| 6       | França            | 9   | 3     | 3      | 15    |
| 7       | Turquia           | 8   | 1     | 2      | 11    |
| 8       | Alemanya          | 6   | 7     | 7      | 20    |
| 9       | Polònia           | 6   | 6     | 22     | 34    |
| 10      | Grècia            | 6   | 5     | 4      | 15    |
| 11      | Corea del Nord    | 5   | 8     | 5      | 18    |
| 12      | Itàlia            | 5   | 5     | 7      | 17    |
| 13      | Equip Unificat    | 5   | 4     | 0      | 9     |
| 14      | Egipte            | 5   | 3     | 6      | 14    |
| 15      | Tailàndia         | 5   | 2     | 7      | 14    |
| 16      | Rússia            | 4   | 7     | 7      | 18    |
| 17      | Xina Taipei       | 4   | 2     | 4      | 10    |
| 18      | Corea del Sud     | 3   | 6     | 6      | 15    |
| 19      | Àustria           | 3   | 4     | 2      | 9     |
| 20      | Txecoslovàquia    | 3   | 2     | 3      | 8     |
| 21      | Geòrgia           | 3   | 1     | 3      | 7     |
| 22      | Hongria           | 2   | 9     | 9      | 20    |
| 23      | Romania           | 2   | 6     | 3      | 11    |
| 24      | Colòmbia          | 2   | 4     | 3      | 9     |
| 25      | Japó              | 2   | 3     | 10     | 15    |
| 26      | Kazakhstan        | 2   | 3     | 6      | 11    |
| 27      | RFA               | 2   | 2     | 3      | 7     |
| 28      | Canadà            | 2   | 2     | 1      | 5     |
| 29      | Cuba              | 2   | 1     | 5      | 8     |
| 30      | Ucraïna           | 2   | 1     | 2      | 5     |
| 31      | Alemanya de l'Est | 1   | 4     | 6      | 11    |
| 32      | Belarús           | 1   | 4     | 3      | 8     |
| 32      | Regne Unit        | 1   | 4     | 3      | 8     |
| 34      | Estònia           | 1   | 3     | 3      | 7     |
| 35      | Bèlgica           | 1   | 2     | 1      | 4     |
| 36      | Dinamarca         | 1   | 2     | 0      | 3     |
| 37      | Austràlia         | 1   | 1     | 2      | 4     |
| 38      | Espanya           | 1   | 1     | 1      | 3     |
| 39      | Mèxic             | 1   | 0     | 3      | 4     |
| 40      | Finlàndia         | 1   | 0     | 2      | 3     |
| 41      | Croàcia           | 1   | 0     | 1      | 2     |
| 41      | Qatar             | 1   | 0     | 1      | 2     |
| 43      | Noruega           | 1   | 0     | 0      | 1     |
| 44      | Indonèsia         | 0   | 7     | 8      | 15    |
| 45      | Armènia           | 0   | 4     | 2      | 6     |
| 46      | Suïssa            | 0   | 2     | 2      | 4     |
| 47      | Veneçuela         | 0   | 2     | 1      | 3     |
| 48      | Trinitat i Tobago | 0   | 1     | 2      | 3     |
| 48      | Letònia           | 0   | 1     | 2      | 3     |
| 50      | Argentina         | 0   | 1     | 1      | 2     |
| 50      | Nigèria           | 0   | 1     | 1      | 2     |
| 50      | Índia             | 0   | 1     | 1      | 2     |
| 53      | Luxemburg         | 0   | 1     | 0      | 1     |
| 53      | Singapur          | 0   | 1     | 0      | 1     |
| 53      | Líban             | 0   | 1     | 0      | 1     |
| 56      | Suècia            | 0   | 0     | 4      | 4     |
| 57      | Països Baixos     | 0   | 0     | 3      | 3     |
| 58      | Iraq              | 0   | 0     | 1      | 1     |
| 58      | Camerun           | 0   | 0     | 1      | 1     |
| Total   | Total             | 229 | 225   | 229    | 683   |

## Medallistes més guardonats

### Categoria masculina
| Nom                | CON                     | Anys      | Or | Plata | Bronze | Total |
| Pirros Dimas       | Grècia                  | 1992-2004 | 3  | 0     | 1      | 4     |
| Ronny Weller       | RDA · Alemanya          | 1988-2004 | 1  | 2     | 1      | 4     |
| Norbert Schemansky | Estats Units            | 1948-1964 | 1  | 1     | 2      | 4     |
| Nikolai Peixalov   | Bulgària · Croàcia      | 1992-2004 | 1  | 1     | 2      | 4     |
| Naim Süleymanoğlu  | Turquia                 | 1988-2000 | 3  | 0     | 0      | 3     |
| Akakios Kakiasvili | Equip Unificat · Grècia | 1992-2004 | 3  | 0     | 0      | 3     |
| Halil Mutlu        | Turquia                 | 1992-2004 | 3  | 0     | 0      | 3     |

### Categoria femenina
| Nom                 | CON             |           | Or | Plata | Bronze | Total |
| Chen Yanqing        | R.P. de la Xina | 2004-2008 | 2  | 0     | 0      | 2     |
| Liu Chunhong        | R.P. de la Xina | 2004-2008 | 2  | 0     | 0      | 2     |
| Hsu Shu-Ching       | Xina Taipei     | 2012-2016 | 1  | 1     | 0      | 2     |
| Ri Song Hui         | Corea del Nord  | 2000-2004 | 0  | 2     | 0      | 2     |
| Raema Lisa Rumbewas | Indonèsia       | 2000-2008 | 0  | 2     | 0      | 2     |